# نورث شيكاغو (إلينوي)
نورث شيكاغو (بالإنجليزية: North Chicago)‏ هي مدينة في ولاية إلينوي في الولايات المتحدة الأمريكية.

## التركيبة السكانية
حدّد مكتب تعداد الولايات المتحدة بيانات التركيبة السكانية لنورث شيكاغو في تعداد الولايات المتحدة. في ما يلي، التركيبة السكانية حسب تعدادي 2000 و2010.

### تعداد عام 2000
بلغ عدد سكان نورث شيكاغو 35,918 نسمة بحسب تعداد عام 2000، وبلغ عدد الأسر 7,661 أسرة وعدد العائلات 5,575 عائلة مقيمة في المدينة. في حين سجلت الكثافة السكانية 1,731 نسمة لكل كيلومتر مربع (4,483.3/ميل2). وبلغ عدد الوحدات السكنية 8,377 وحدة بمتوسط كثافة قدره 403.7 لكل كيلومتر مربع (1,045.6/ميل2).
وتوزع التركيب العرقي للمدينة بنسبة 47.72% من البيض و36.26% من الأمريكيين الأفارقة و0.84% من الأمريكيين الأصليين و3.59% من الأمريكيين ذوي الأصول الآسيوية و0.15% من سكان جزر المحيط الهادئ و7.66% من الأعراق الأخرى و3.79% من عرقين مختلطين أو أكثر و18.24% من الهسبانيون أو اللاتينيون من أي عرق.
بلغ عدد الأسر 7,661 أسرة كانت نسبة 51.8% منها لديها أطفال تحت سن الثامنة عشر تعيش معهم، وبلغت نسبة الأزواج القاطنين مع بعضهم البعض 48.5% من أصل المجموع الكلي للأسر، ونسبة 18.9% من الأسر كان لديها معيلات من الإناث دون وجود شريك، بينما كانت نسبة 5.4% من الأسر لديها معيلون من الذكور دون وجود شريكة وكانت نسبة 27.2% من غير العائلات. تألفت نسبة 21.8% من أصل جميع الأسر من عدة أفراد يعيشون في نفس المنزل ونسبة 6% كانت تتألف من شخص يعيش بمفرده يبلغ من العمر 65 عاماً أو أكثر. وبلغ متوسط حجم الأسرة المعيشية 3.09، أما متوسط حجم العائلات فبلغ 3.64.
بلغ العمر الوسطي للسكان 22.0 عاماً. وكانت نسبة 23.4% من القاطنين تحت سن الثامنة عشر، وكانت نسبة 7.5% بين الثامنة عشر والرابعة والعشرين عاماً، ونسبة 22.6% كانت واقعةً في الفئة العمرية ما بين الخامسة والعشرين والرابعة والأربعين عاماً، ونسبة 8.5% كانت ما بين الخامسة والأربعين والرابعة والستين، ونسبة 3.7% كانت ضمن فئة الخامسة والستين عاماً فما فوق. يوجد لكل 100 أنثى 98.9 ذكر، ويوجد لكل 100 أنثى في الثامنة عشر من عمرها فما فوق 94.8 ذكر.
بلغ متوسط دخل الأسرة في المدينة 38,180 دولارًا، أما متوسط دخل العائلة فبلغ 40,485 دولارًا. وكان متوسط دخل الذكور 24,480 دولارًا مقابل 23,736 دولارًا للإناث. وسجل دخل الفرد الخاص بالمدينة 14,564 دولارًا. وكانت نسبة 12% من العائلات ونسبة 15.1% من السكان تحت خط الفقر، وكان من هؤلاء نسبة 18.6% تحت سن الثامنة عشر ونسبة 15.4% في الخامسة والستين من العمر وما فوق.

### تعداد عام 2010
بلغ عدد سكان نورث شيكاغو 32,574 نسمة بحسب تعداد عام 2010، وبلغ عدد الأسر 6,620 أسرة وعدد العائلات 4,381 عائلة مقيمة في المدينة. في حين سجلت الكثافة السكانية 1,569.8 نسمة لكل كيلومتر مربع (4,065.8/ميل2). وبلغ عدد الوحدات السكنية 7,745 وحدة بمتوسط كثافة قدره 373.3 لكل كيلومتر مربع (966.8/ميل2).
وتوزع التركيب العرقي للمدينة بنسبة 47.89% من البيض و29.92% من الأمريكيين الأفارقة و0.71% من الأمريكيين الأصليين و3.76% من الأمريكيين ذوي الأصول الآسيوية و0.13% من سكان جزر المحيط الهادئ و13.30% من الأعراق الأخرى و4.29% من عرقين مختلطين أو أكثر و27.19% من الهسبانيون أو اللاتينيون من أي عرق.
بلغ عدد الأسر 6,620 أسرة كانت نسبة 44.7% منها لديها أطفال تحت سن الثامنة عشر تعيش معهم، وبلغت نسبة الأزواج القاطنين مع بعضهم البعض 39.3% من أصل المجموع الكلي للأسر، ونسبة 20.3% من الأسر كان لديها معيلات من الإناث دون وجود شريك، بينما كانت نسبة 6.5% من الأسر لديها معيلون من الذكور دون وجود شريكة وكانت نسبة 33.8% من غير العائلات. تألفت نسبة 27.8% من أصل جميع الأسر من عدة أفراد يعيشون في نفس المنزل ونسبة 6.9% كانت تتألف من شخص يعيش بمفرده يبلغ من العمر 65 عاماً أو أكثر. وبلغ متوسط حجم الأسرة المعيشية 3.00، أما متوسط حجم العائلات فبلغ 3.73.
بلغ العمر الوسطي للسكان 22.8 عاماً. وكانت نسبة 20.2% من القاطنين تحت سن الثامنة عشر، وكانت نسبة 38.4% بين الثامنة عشر والرابعة والعشرين عاماً، ونسبة 26% كانت واقعةً في الفئة العمرية ما بين الخامسة والعشرين والرابعة والأربعين عاماً، ونسبة 11.2% كانت ما بين الخامسة والأربعين والرابعة والستين، ونسبة 4.3% كانت ضمن فئة الخامسة والستين عاماً فما فوق. وتوزع التركيب الجنسي للسكان بنسبة 60.5% ذكور و39.5% إناث.

## أعلام
- مايكل تورنر